# Pädophagie
Die Pädophagie (von altgriechisch παῖς, pais: „Nachkomme, Kind“ und φαγεῖν, phageín: „fressen“) ist ein Ernährungstyp, bei dem Eier (dann auch Oophagie genannt) oder Jungtiere von paedophagen (brutfressenden bzw. brutraubenden) Tieren gefressen werden. Sie kommt vor bei Jungtieren der eigenen Art (dann auch Kronismus genannt) oder fremder Arten. Beim Verzehr von Jungtieren der eigenen Art handelt es sich um eine Spezialform des Kannibalismus. Tötung von Jungtieren der eigenen Art, Infantizid genannt, kann mit Pädophagie verbunden sein, ist es aber in den meisten Fällen nicht. Obwohl der Begriff für eine Vielzahl von Tierarten, darunter auch Säugetiere, verwendet werden kann, ist er als besonderer Ernährungstyp nur bei Buntbarschen (Cichliden) der ostafrikanischen großen Seen verbreitet.

## Pädophagie bei Cichliden

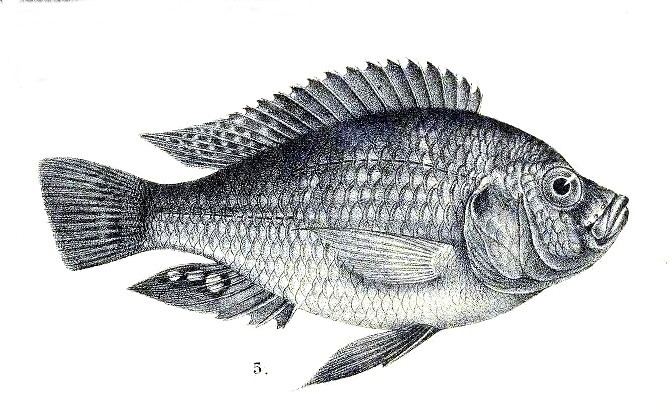
Haplochromis (Lipochromis) obesus aus dem Victoriasee, ein Pädophage

Pädophagie stellt einen besonderen Ernährungstyp bei den Cichliden-Arten in den ostafrikanischen Seen Victoriasee, Tanganjikasee und Malawisee dar. In diesen Seen haben die Buntbarsche eine spektakuläre adaptive Radiation, mit hunderten endemischer Arten durchgemacht, von denen eine ganze Reihe von nicht unbedingt näher miteinander verwandter Arten, also konvergent zueinander, besondere morphologische und Verhaltensanpassungen an pädophage Ernährung entwickelt haben. Die Buntbarsche sind fast alle Maulbrüter, also die Eier und Jungtiere eigentlich gegenüber Prädatoren gut geschützt, so dass nur spezialisierte Arten diese Nahrungsressource ausnützen können. Insgesamt sind mindestens 24 Arten mit besonderen Anpassungen an Pädophagie bekannt, darunter Arten der Gattungen Caprichromis, Hemitaeniochromis und Naevochromis aus dem Malawisee und Lipochromis aus dem Victoriasee Typisch für pädophage Cichliden ist die weitgehende Reduktion der Zähne, von denen einige Zahnreihen ganz verloren gegangen sind, andere eine abweichende Form angenommen haben. Dies liegt daran, dass sie ihre Beute eher einsaugen und verschlucken als beißen. Einige Arten, so drei Arten der Gattung Caprichromis, gelangen an die Jungtiere, indem sie maulbrütende Weibchen mit Rammstößen im Kopfbereich attackieren, bis diese einige Junge freigeben, die Rammstöße erfolgen bei einigen Arten von unten, bei anderen von der Seite her. Andere reißen ihr Maul extrem weit auf und umschließen damit den Kopf des attackierten Weibchens ganz. Bei anderen Arten, so in den Gattungen Otopharynx, Protomelas und Trematocranus im Malawisee, nutzt der Räuber den Moment, in dem die Eier in das Brutnest abgelaicht, aber noch nicht in den Mund aufgenommen worden sind, dazu lauert er in der Nähe von Nestansammlungen. Ein Individuum von Champsochromis spiloryncus, wurde dabei beobachtet, wie es ein Muttertier von Mylochromis sphaerodon solange belästigte, bis sie ihren Jungen signalisierte ins Maul zu kommen, um dann durch schnelles Zustoßen einen großen Teil des Schwarms auf einmal zu verschlingen.